# Claudio Marcelo Pereyra
Claudio Marcelo "Klaus" Pereyra (Haedo, Partido de Morón, Provincia de Buenos Aires, 18 de noviembre de 1958) es un Comisario General retirado de la Policía Federal Argentina,  ideologo y fundador del Grupo Especial de Operaciones Federales (GEOF). 

## Primeros años
Claudio Marcelo Pereyra, hijo único de una familia de clase media, nació a los siete meses de gestación en una maternidad del Partido de Morón, luego de un embarazo con complicaciones que puso en riesgo tanto su vida como la de su madre. Después de dos meses de internación, finalmente fue llevado por sus padres al hogar familiar situado en el distrito de Haedo.
Desde temprana edad fue educado firmemente en el sentido de proceder con honestidad y sinceridad, en una familia fervientemente católica.

### Educación
Cursó sus estudios primarios en el instituto Padre Osimato y secundarios en el instituto Adveniat, donde por aquella época el rector era el sacerdote Josef Rant, gracias a cuya intervención, sus padres accedieron a que el joven Claudio ingresara a la Escuela de Policía no sin antes haberle negado la autorización en repetidas oportunidades, al decirles: "Ustedes no pueden prohibirle que cumpla con su vocación. Tiene el caracter para hacerlo. El problema no son las instituciones. Las instituciones son buenas, el problema son los hombres"
Paralelamente a sus estudios formales, tomó clases de Violín, dibujo y diseño gráfico publicitario obteniendo el nivel de profesor e idioma alemán, siendo uno de los motivos por el cual de pequeño lo llamaban Klaus. Según una entrevista para Noticias (revista argentina), también un superior le llamaba así por el personaje Klaus Wunderhertz del grupo homorístico Les Luthiers, quién siempre estaba inventando cosas raras.

## Carrera

### Escuela de Cadetes "CoronelRamón L. Falcón"

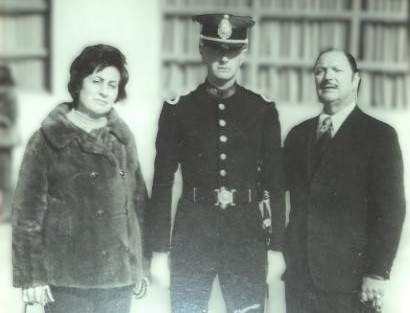
Pererya junto a sus padres el día de la jura de la bandera

Ingresó a la Escuela de Cadetes (hoy renombrada Escuela Federal de Policía "Comisario General Juan A. Pirker"), en noviembre de 1975, con 17 años de edad. La década de 1970 fue testigo de numerosos hechos que cambiaban el paradigma en cuanto a la lucha contra el terrorismo se refiere. Aún permancian frescos los recuerdos de la Masacre de Múnich, perpetrada por la organización Septiembre Negro durante los Juegos Olímpicos de Múnich 1972.  En Estados Unidos, en el Departamento de Policía de Los Ángeles, ya se había establecido el SWAT.  En 1976 los comandos israelíes de la Sayeret Matkal protagonizarían el rescate de rehenes más increíble de la historia moderna al ejecutar la Operación Entebbe, en la capital de Uganda. En 1977, otra Unidad saldría a la luz luego de recuperar exitosamente un avión de Lufthansa secuestrado en Mogadiscio, en la operación Fuego Mágico, el GSG 9 apoyado por dos integrantes de la Sección CRWT del Servicio Aéreo Especial.
Todo ese marco internacional, llevó a Pereyra a preguntarse con qué contaba la Policía Federal Argentina, para lidiar con situaciones de esas características. Desde la década de 1930, en el seno de esa Institución existían grupos especializados para allanmientos y reducción de dementes, que luego se nuclearián en el GE 1 (Grupo Especial 1 de la Guardia de Infantería), pero las capacitaciones más actualizadas por ese entonces formaba a los policías en habilidades individuales y no en el trabajo como equipo. Todo esto hizo que ya desde su época como cadete vislumbrara la necesidad de contar con una unidad con las capacidades con las que poseían otros países.

### Cuerpo Policía de Tránsito

#### División Motorizada

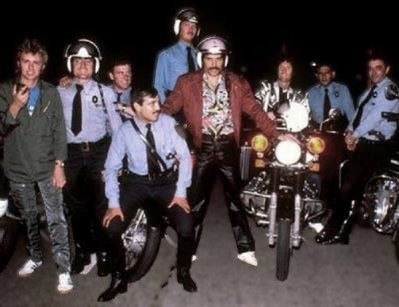
Con el grupo de rock Queen en 1981

Pereyra pasó un total de nueve de años destinado a ésta División, con intervalos en otros destinos policiales, oportunidades en las que tuvo la posibilidad de participar en diversas custodias de importantes visitas, entre ellas de Su Santidad Juan Pablo II, el canciller alemán Helmut Kohl, el entonces rey Juan Carlos I de España o la banda de Rock Queen.
Habiendo aprobado los cursos de tiro de combate e instructor de tiro, estuvo a cargo de la armería del Cuerpo, y por la cercanía de las instalaciones del CAPE (Centro de Adiestramiento Policial Especial), Pereyra estableció una relación muy cercana con oficiales que estaban destinados allí, algo que sería fundamental en la elaboración de la doctrina de la nueva unidad de operaciones especiales., 

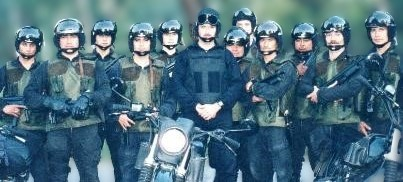
Curso GAM 1995

El último paso por la División Motorizada fue en el año 1995, cuando el GEOF ya había empezado a ser una realidad. Con los conocimientos obtenidos a lo largo de los años y la suma de experiencias pudo dictar una capacitación para formar nuevamente motociclistas de combate. Luego de un mes intensivo, finalizaba el curso del Grupo Antidisturbios Motorizado (GAM), conformándose definitivamente esta agrupación que continuaría evolucionando hasta llegar al actual Grupo de Operaciones Motorizadas Federales (GOMF).

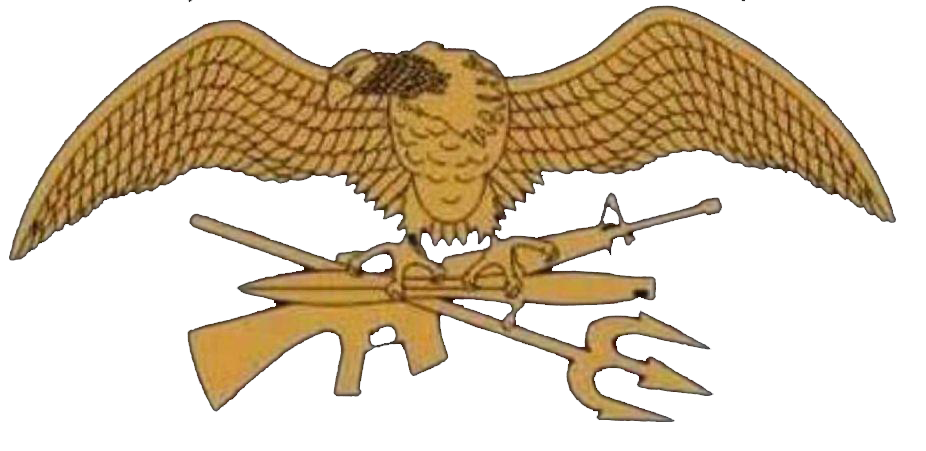
Disitintivo de especialidad GEOF

## Grupo especial de operaciones federales
En el año 1983, prestando servicios en la Comisaría 42ª, escribió un primer proyecto en el cual iría trazando la necesidad de contar con un equipo policial altamente entrenado, con capacidad para afrontar nuevos desafíos como el narcoterrorismo, narcotráfico y una delicuencia cada vez más violenta; con tácticas avanzadas. El escrito fue presentado a su jefe quién, lejos de desestimarlo, le dio el curso administrativo que correspondía, desconociéndose en ese momento hasta donde había llegado. 
Estando asignado a la División Armamento y Munición, en el año 1989 fue invitado a las instalaciones del Cuerpo de Policía Montada, donde el CEPOC (Cuerpo Especial de Protección del Orden Constitucional), que estaba integrado por el CAPE junto con el GE1, GE2 (Agrupación Blindados del Cuerpo de Policía Montada), y Bomberos, dieron una demostración de capacidades para Ulrich Klaus “Ricky” Wegener, Comandante ideólogo y fundador del prestigioso GSG 9 alemán. Luego de la exhibición y mientras se exponía el material, el Jefe de Policía, Comisario General Acosta, le preguntó a Wegener qué le había parecido el ejercicio que había presenciado,  la respuesta fue escueta y terminante: “Excelentes hombres con pésimo equipo”. Poco tiempo después el CEPOC se disolvería, siendo seguido por el CAPE. 
En el año 1991, durante la presidencia de Carlos Menem,  la estrecha relación del gobierno argentino con el estadounidense, permitió que el país fuera incluido en el programa ATAP (Anti Terrorist Asisstance Program), consistente en múltiples capacitaciones, entre ellas con el SWAT del Departamento de Policía de Miami Debiendo decidir quienes deberían concurrir, el Subjefe de Policía, Beltrán Varela, recibió el proyecto que había quedado archivado redactado por Pereyra, a quién conocía. Fue citado al despacho del superior y anoticiado que en dos días debía partir a los Estados Unidos, con otros dos oficiales de su elección. Al regreso de la capacitación, elaboró el acostumbrado informe para elevarlos a la jefatura. Dicho escrito estaba dividido en dos partes, la primera describía el curso recibido mientras que en la segunda se desarrollaba la propuesta de formación de un equipo altamente calificado, dándole el nombre de "Fuerza Omega", esto no era más que el refinamiento del proyecto presentado en el año 1983 fruto de experiencias, capacitaciones e intercambios de conocimientos. Aun así, la creación de una unidad contraterrorista no era prioridad.
En 1994, el Atentado a la AMIA sacudía nuevamente a la Argentina, provocando un cambio en toda la cúpula policial asumiendo el máximo cargo el Comisario General Adrián Juan Pelacchi quien debía lidiar con dar las respuestas institucionales para enfrentar este tipo de hechos. Pereyra llevó una copia del proyecto para la Fuerza Omega al Comisario Mayor Ángel Juan Antonio Ramírez, jefe de la Superintendencia de Seguridad Interior, quién automáticamente se mostró entusiasmado por la propuesta.

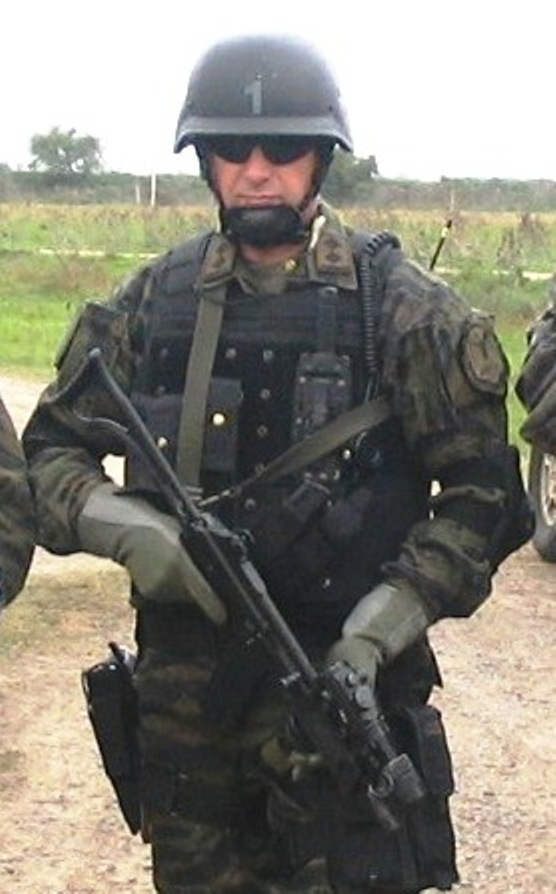
Con equipo completo y el indicativo 1 en el casco

A partir de allí, comenzaron meses de continuas peregrinaciones y esperas al Departamento Central de Policía, donde cada vez se extendía una hoja de papel con preguntas que Pelacchi necesitaba que se contestaran. Paralelamente, Ramírez, había instalado en la agenda de reuniones la necesidad de contar con una nueva unidad de Operaciones especiales, presionando para la aprobación del proyecto más allá de las voces que se alzaban en contra. Pelacchi, con buen criterio fue escuchando todas las posiciones y pidiendo pulir los informes hasta haber despejado todas sus dudas. Finalmente dio autorización para la creación de la nueva unidad.
Pereyra fue citado al despacho de Ramírez, donde el superior le hizo saber que el proyecto tenía la aprobación de Jefatura para llevarse a cabo, pero que la nueva Unidad debía, en su escudo blasón distintivo, contener el cóndor que identificaba a la Superintendencia de Interior y estar enmarcado por el clásico escudo policial. En tanto, el distintivo de pecho lo diseñaría el mismo Pereyra. Por otra parte, el nombre de Fuerza Omega quedaba descartado, en su lugar la dependencia naciente llevaría el nombre de Grupo Especial de Operaciones Federales. Como recuerdo del nombre que llevaba el proyecto, el indicativo de modulación o llamada con el que se lo identificaba en las operaciones fue Omega 1
Mientras se establecían las secciones GEOF de Tucumán y Rosario, Pereyra continúo dictando los cursos de formación junto con Adriel, delineando la doctrina que se mantiene hasta la actualidad y bregando por centralizar las secciones en la Capital Federal. En el año 1998 se creó la Sección Buenos Aires a sus órdenes, finalmente en el año 2000, las tres secciones se unificaron en la División GEOF bajo su comando, permaneciendo como comandante hasta fines del año 2009, cuando ascendió a la jerarquía de Comisario Inspector y destinado al Cuerpo Guardia de Infantería, donde ejerció la jefatura hasta su retiro del servicio activo en el año 2011 por la acumulación de lesiones sufridas en y por acto de servicio.
Comandó al GEOF en más de 1000 allanamientos de alta peligrosidad y rápida definición para retener y/o neutralizar terroristas internacionales, narcoterroristas y criminales en general, 38 operaciones de rescate de rehenes con un resultado de 356 liberados ilesos y uno herido por los delincuentes, como así en misiones clasificadas en combinación con equipos de otros países tanto en territorio nacional como en el extranjero.
Pasó a retiro con la jerarquía de Comisario General en razón de las múltiples lesiones sufridas en y por acto de servicio.

## Capacitaciones con unidades extranjeras

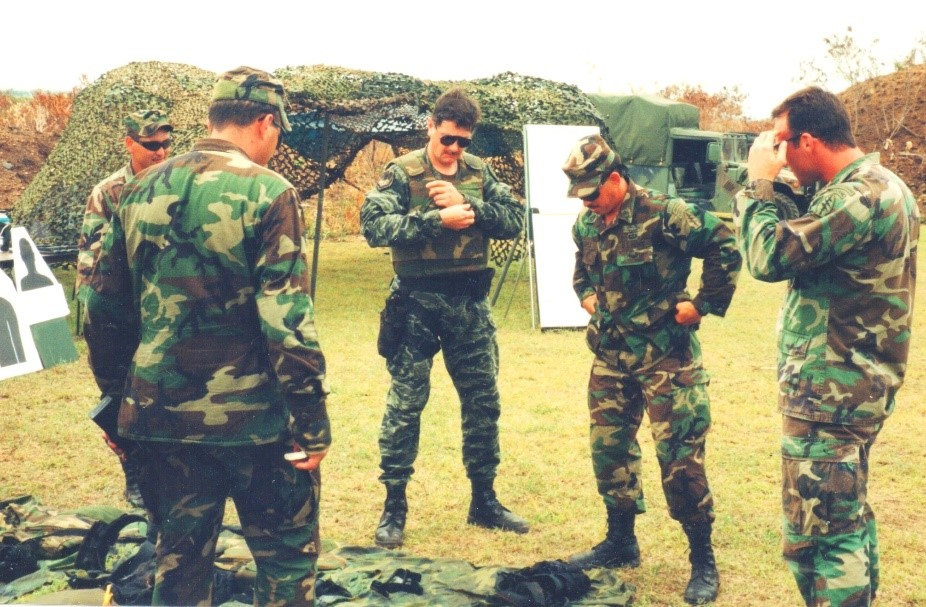
Pereya en un ejrcicio en Puerto Rico junto a miembros del 7° SFG

- Pereya en un ejrcicio en Puerto Rico junto a miembros del 7° SFGSWAT del Departamento de Policía de Miami
- GIGN (Groupe d’Intervention de la Gendarmerie Nationale) de la Gendarmería Nacional (Francia)
- RAID (Recherche, assistance, intervention, dissuasion) de la Policía Nacional de Francia
- HRT (Hostage Rescue Team) del FBI
- Yamam de la Policía de Israel
- Compañía "Charlie", 3° Batallón, 7° SFG de la Fuerzas Especiales del Ejército de los Estados Unidos

## Condecoraciones y reconocimientos

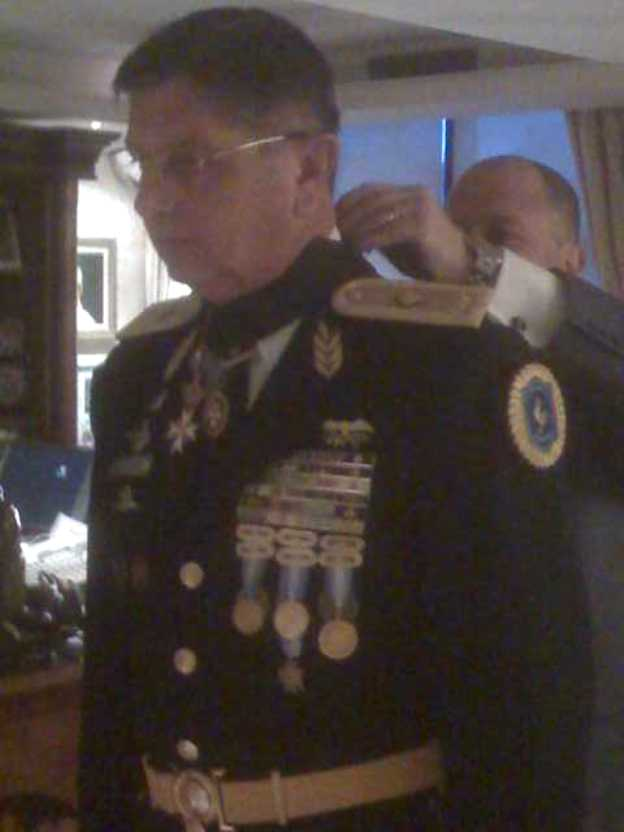
Entrega de la distintción "Unica Honor y Gloria militar" de la Orden de Malta

- Entrega de la distintción "Unica Honor y Gloria militar" de la Orden de MaltaCaballero de la Soberana militar y hospitalaria orden, de San Juan de Jerusalén, de Rodas y de Malta
- Comando Anfibio honorario de la Infantería de Marina (Argentina)
- Nombrado miembro del Yamam de Israel con autorización al uso de distintivo
- Nombrado miembro del Grupo Especial de “la Guardia Metropolitana” de la policía de Uruguay, con autorización al uso de distintivo
- Nombrado miembro del SUAT (subunidad de acciones tácticas) de la Policía Nacional del Perú, con autorización al uso del distintivo de especialidad y de sniper
- Cruz de caballero en oro al orden militar con hojas de laureles y espadas de la Orden de Malta (por más de 200 años, ningún sudamericano había recibido esta distinción)
- Cruz “única honor y gloria militar” de la Orden de Malta (sólo existen  20 en el mundo. Ningún argentino, y solo 4 sudamericanos)
- Medallas de oro de la Policía Federal Argentina “al valor en combate”, “abnegación - valor y servicios extraordinarios"
- Cruz de oro Coronel Ramón L. Falcón
- Cuadro de honor entregado por los integrantes de la compañía “C”. Del tercer batallón, del séptimo grupo de Fuerzas Especiales del Ejército de los Estados Unidos
- Plaqueta de honor entregada por el director del servicio de seguridad diplomática de Estados Unidos por su lucha contra el terrorismo internacional.
- Árboles a su nombre plantado en el bosque San Martin  y San Lorenzo (Jerusalén. Israel) otorgado por su permanente colaboración en los eventos de la comunidad judía en argentina y por su participación en la seguridad de los XI juegos panamericanos macabeos
- Tres trofeos entregados por el estado de Israel, por su colaboración en la lucha contra el terrorismo internacional, y la protección de funcionarios e instalaciones israelíes.
- Recibió el grado de Brigadier General, de la Policía de Israel, por resolución del ministro de seguridad pública Yitzhak AharonovitchCena 25° aniversario GEOF y presentación del libro "Honor et Valor"

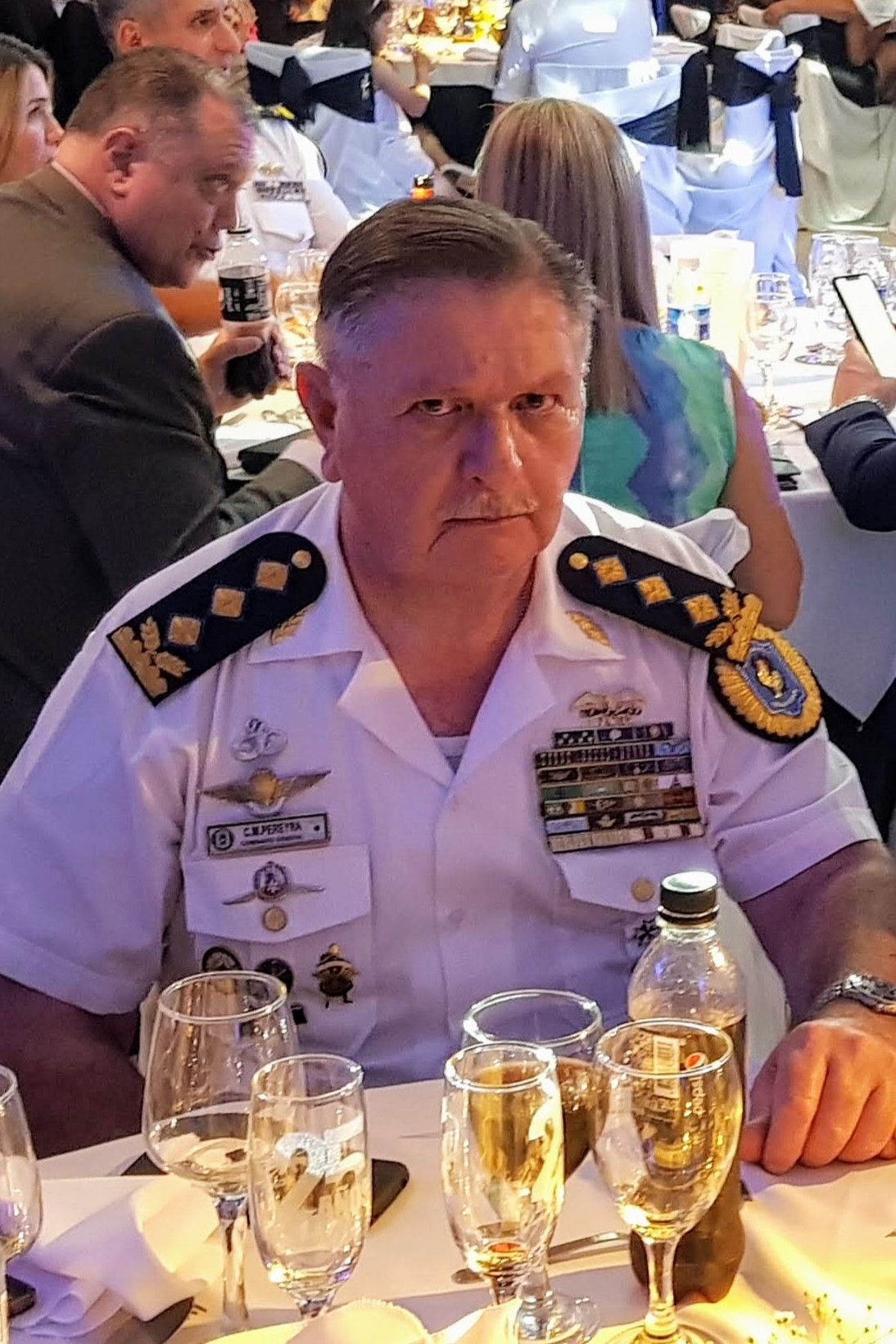
Cena 25° aniversario GEOF y presentación del libro "Honor et Valor"

## Vida personal
Actualmente se encuentra casado, reside en Buenos Aires, manteniendo estrecho contacto con veteranos GEOF y distinto personal que posee dicha especialidad.